# Ludwik Kamiński
Ludwik Kamiński krypt.: L. K., (ur. 1786 najprawdopodobniej w majątku Bostyń,  zm. 7 sierpnia 1867 w Warszawie) – polski tłumacz i poeta.

## Życiorys
Urodził się w majątku Bostyń, należącym do linii kożangrodzkiej Niemirowiczów-Szczyttów, jako naturalny syn Michała Kazimierza Paca i panny Kamińskiej, być może guwernantki we dworze Niemirowicza-Szczytta, właściciela Bostynia. Do 14 roku życia kształcił się na warszawskiej pensji Francuza Roussaeu. Przez kolejne 2 lata (1801-1802) uzupełniał swe wykształcenie w Paryżu, a następnie w Londynie (wraz ze swym przyrodnim bratem Ludwikiem M. Pacem. Późną jesienią roku 1806 wstąpił w Poznaniu do 3 pułku piechoty (późniejszego 11 pułku piechoty) pułkownika Stanisława K. Mielżyńskiego. Służbę rozpoczął w stopniu podporucznika, a już kilka miesięcy później (wiosną roku 1807) brał udział w oblężeniu Gdańska. W drugiej połowie roku szybko awansował, najpierw na porucznika, a następnie otrzymał szlify kapitana. W roku 1809, już jako oficer sztabu głównego, 1 sierpnia został przydzielony do 5 pułku piechoty w stopniu szefa batalionu (w randze podpułkownika). Wyróżniony za zasługi wojenne krzyżem kawalerskim orderu Virtuti Militari. W grudniu otrzymał przydział służbowy do sztabu II dywizji generała Henryka Dąbrowskiego. 5 kwietnia roku 1810 został przeniesiony, tym razem do 15 pułku piechoty. W kampanii wojennej roku 1812 walczył ponownie jako szef batalionu 5 pułku piechoty. Odznaczył się męstwem podczas walk odwrotowych w Kurlandii (wyróżniony w raporcie marszałka Macdonalda z 21 listopada 1812), na Litwie i w Prusach. Wkrótce potem walczył w oblężonym Gdańsku.
Po zakończeniu służby wojskowej poślubił (1815) Barbarę Walknowską i osiedlił się w Górkach Borzych, które ofiarował mu przyrodni brat, Michał Gedeon Radziwiłł. W roku 1821 wstąpił do Towarzystwa Patriotycznego.
Zmarł w Warszawie 7 sierpnia roku 1867.

## Twórczość
Około roku 1839 podjął współpracę z Biblioteką Warszawską. Wcześniej (od roku 1834) współpracował też z innymi czasopismami (np. Marzanna). Począwszy od lat 40. XIX wieku interesował się florą, układał zielniki oraz założył oranżerię rzadko spotykanych roślin.

### Ważniejsze utwory
Swe wiersze i recenzje literackie ogłaszał w czasopismach i zbiorach, m.in.:
- Biblioteka Warszawska (tu recenzje: 1841, t. 1, s. 166-169; 1842, t. 4, s. 622-626)
- Dniestrzanka. Zbiór artykułów wierszem i prozą ku zabawie i nauce, wyd. S. Jaszowski, Lwów 1841 (tu: Boginki. Powieść gminna górali tatrzańskich z Opatowszczyzny, przedr. C. Zgorzelski w: "Ballada polska", Wrocław 1962, Biblioteka Narodowa, seria I, nr 177)
- Marzanna, wyd. Wolniewicz, Wrocław 1834 (tu: Śmierć, sonet; Więzienie)
- Radegast (tu: Czym nadzieja dla człowieka? Czym człowiek bez nadziei? 1843, t. 1, s. 26-28).

Bardzo popularny ówcześnie wiersz Kamińskiego pt. "Wspomnienie weterana" ogłosił W. Korotyński, Kurier Warszawski 1917, nr 224. Dwa jego wiersze wpisane do sztambucha A. Mielżyńskiej ("Na widok Miłosławia", 24 czerwca 1832; "Na widok Anieli Mielżyńskiej") ogłosił J. Mikołajtis: "Album Anieli", Ruch Literacki 1932, nr 2

### Przekłady
1. O. Goldsmith: Wieś opuszczona. Poema z angielskiego przełożone przez L. K., Warszawa 1806
2. A. Pope: Wiersz o człowieku. Z angielskiego przełożony, Warszawa 1816 (z dedykacją dla L. Osińskiego); wyd. następne: zobacz poz. 5
3. V. Alfieri: Filip. Tragedia w 5 aktach. Tłumaczył wierszem Kamiński, wyst. Warszawa 29 listopada 1816; (Ludwikowi – przypisuje ją E. Rabowicz)
4. Spaho: "Do Faona. Według przekładu angielskiego J. Addisona", Pamiętnik Warszawski, t. 10 (1818), s. 339-340
5. A. Pope: Wybór poezji... wierszem z angielskiego przełożonych, Warszawa 1822 (tu m.in.: pozycja 2); wydanie zaopatrzone we "Wstęp" tłumacza oraz "Wiadomość o życiu i psimach Aleksandra Popa"; pierwodruk przekładów kilku wierszy w czasopismach: Pamiętnik Warszawski (1809, t. 1, s. 155-158); Rozmaitości (Lwów 1821, nr 40-41)
6. A. Manzoni: Piąty maja. Oda..., z włoskiego przełożona... 1831, Elbląg (1831)
7. H. von Maltitz (H. von Kleucke): Piętno. Wiersz barona Maltitz. Z niemieckiego wolno przełożony... w Elblągu 1831; rękopis: Ossolineum, sygn. 3533/I
8. A. Lamartine: "Poeta umierający", Niezapominajki 1839, s. 80-89; Tygodnik Literacki 1839, nr 23-24; Podarek dla Płci Pięknej 1850, t. 4
9. A. Lamartine: "Kobieta", Muzeum Domowe 1839, s. 80-89
10. F. Schiller: "Dzieciobójczyni"; Biblioteka Warszawska 1841, t. 1, s. 520
11. G. G. Byron: "Wiersz... wyryty na pucharze z czaszki ludzkiej", Biblioteka Warszawska 1841, t. 2, s. 166-167
12. T. Tasso: Jerozolima wyzwolona, t. 1-2, Warszawa 1846 (z nutami, informacją o życiu Tassa i "Żalami Tassa" Byrona); fragm. z pieśni 12 (Śmierć Kloryndy) Kamiński czytał 30 kwietnia 1830 na posiedzeniu Towarzystwa Warszawskiego Przyjaciół Nauk; pierwodruk kilku fragmentów ogłosiły czasopisma: Biblioteka Warszawska 1841, t. 3, s. 674-682; 1846, t. 1, s. 118-122; Pielgrzym 1842, t. 1, s. 57-65; t. 3, s. 80-86
13. A. Pope: "O poznawaniu ludzi. Wiersz... z angielskiego", Przegląd Naukowy 1848, t. 1, nr 1/2, s. 38-44
14. Dante Alighieri: "Piekło Boskiej komedii. Pieśń 1-5", Biblioteka Warszawska 1853, t. 1, s. 343-369 (ze wstępem o życiu i pismach Dantego); fragm. Pieśni 32 i 33, Biblioteka Warszawska 1857, t. 1, s. 284-287; inne fragm. w rękopisach (nieodnalezionych dotychczas)
15. A. Pope: "Listy o znajomości ludzi. Z angielskiego": List 1 (Charaktery mężczyzn), List 2 (Charaktery kobiet); Biblioteka Warszawska 1866, t. 4, s. 207-219.

Kamiński miał ponadto przekładać J. Macphersona.

### Listy i materiały
- Do A. E. Odyńca(?) z 15 grudnia 1827, ogł. J. Humnicki: "Dawna korespondencja", Kronika Rodzinna 1883, nr 10, s. 300-301
- Do T. Wojkowskiego z roku 1839, Tygodnik Literacki 1839, nr 23, s. 177-178.

Inne materiały pozostały w rękopisach: Biblioteka Polska w Paryżu, sygn. 254; Archwium Historiques de la Guerre w Paryżu, sygn. C 2 133; Archiwum Nationales w Paryżu, seria: AF IV, 1649 plaq. 3.